# 26 de setembre
El 26 de setembre és el dos-cents seixanta-novè dia de l'any del calendari gregorià i el dos-cents setantè en els anys de traspàs. Queden 96 dies per finalitzar l'any.

## Esdeveniments
Països Catalans
- 1706, Mallorca: esclata un motí popular austriacista que l'endemà fa capitular el virrei
- 1997, Barcelona: el ple de l'Ajuntament elegeix Joan Clos batlle de la ciutat.
- 2002, Barcelona: es constitueix formalment la Plataforma Aturem la Guerra que mesos després liderarà l'oposició ciutadana a la Guerra de l'Iraq amb les Manifestacions mundials contra la guerra d'Iraq

Resta del món
- 1423, Bourgon, Regne de França: en el marc de la Guerra dels Cent anys, té lloc la batalla de la Broissinière.[cal citació]
- 1687, Atenes, Imperi Otomà: els venecians bombardegen el dipòsit de municions que era dins el Partenó i l'explosió provoca destrosses greus.[cal citació]
- 1899, Zúric, República Helvètica: les tropes revolucionàries franceses obtenen una victòria decisiva contra les forces austro-russes durant la guerra de la Segona Coalició.[1]
- 1835, Nàpols, Itàlia: estrena de l'òpera Lucia di Lammermoor de Gaetano Donizetti al Teatro San Carlo.
- 1953, Madrid, Espanya: es firma el Pacte de Madrid entre els Estats Units d'Amèrica i el govern franquista.
- 1969, Londres, Anglaterra: es publica el disc dels Beatles Abbey Road.
- 2010, Dinamarca: s'emet el primer capítol de la sèrie Borgen.

## Naixements
Països Catalans
- 1785 - Borredà, Berguedà: Josep Manso i Solà, capità general de l'exèrcit reial en els regnats de Ferran VII i Isabel II.
- 1863 - València: Agustín Trigo Mezquita, farmacèutic, industrial i polític valencià, alcalde de València el 1931 (m. 1952).
- 1961 - Barcelona: Jordi González Belart, periodista i presentador de ràdio i televisió català.
- 1963 - Badalona: Tomàs Molina i Bosch, meteoròleg de TV3.
- 1973 - Pierola: Meritxell Cucurella-Jorba, poeta, dramaturga, activista cultural catalana.[2]

Resta del món
- 1746 - Westminster, Londres: William Jones, filòleg britànic i estudiós de l'antiga Índia, particularment conegut per la seva descoberta de la família lingüística indoeuropea (m. 1794).
- 1791 - Rouen, França: Théodore Géricault, va ser un pintor francès
- 1832 - Londres: Rebecca Solomon, dibuixant i pintora anglesa prerafaelita interessada a denunciar la injustícia social (m. 1886).[3]
- 1871 - Birmingham, Edith Holden, artista britànica, il·lustradora i professora d'art.[4]
- 1877 - Nyon, Suïssa: Alfred Cortot, pianista, pedagog i director d'orquestra.
- 1886 - Bristol, Anglaterra: Archibald Vivian Hill, fisiòleg anglès, Premi Nobel de Medicina o Fisiologia de 1922 (m. 1977).
- 1888 - Saint Louis, Missouri, EUA: T. S. Eliot, escriptor, Premi Nobel de Literatura (m. 1965).
- 1889 - Messkirch, Alemanya: Martin Heidegger, filòsof alemany.
- 1891 - Hamburg: Hans Reichenbach, físic, lògic i un dels més importants filòsofs de la ciència del segle xx.
- 1897 - Concesio, Itàlia: Giovanni Montini, que va regnar com a 262è papa amb el nom de Pau VI (m. 1978).
- 1898 - Brooklyn, Nova York: George Gershwin, compositor estatunidenc (m. 1937).
- 1901 - Nova York, Estats Units: George Raft, un actor estatunidenc.
- 1919 - Santander, Espanya: Matilde Camus, poetessa i investigadora (m. 2012).[5]
- 1924 - Ginebra, Suïssa: Jean Hoerni, enginyer electrònic suís-estatunidenc, pioner del transistor de silici (m. 1997).[6]
- 1927 - Manzanares de la Mancha, Espanya: Cipriano García Sánchez, polític i sindicalista català (m. 1995)
- 1936 - Bizana, Cap Oriental de Sud-àfrica: Winnie Mandela, política sud-africana (m. 2018),[7]
- 1945 - 
  - Washington, Tyne and Wear (Anglaterra): Bryan Ferry, cantant, músic, compositor i actor anglès, membre de Roxy Music.
  - Salvador de Bahia: Gal Costa, cantant brasilera de música popular.[8]
- 1948 - Cambridge, Anglaterra: Olivia Newton-John, cantant de música pop i actriu de cinema.
- 1956 - Salisbury, Maryland, Estats Units: Linda Hamilton, actriu estatunidenca de cinema i televisió.
- 1964 - Moscou: Andrei Babitski, periodista rus.
- 1965 - Chicago: Jill Soloway, humorista, dramaturga i directora estatunidenca.[9]
- 1976 - Görlitz, Alemanya Oriental: Michael Ballack, exfutbolista alemany.
- 1981 - Saginaw, Michigan: Serena Williams, jugadora de tennis dels Estats Units.[10]

## Necrològiques
Països Catalans
- 1889 - Sabadell (el Vallès Occidental): Antoni Roca i Dencàs, industrial tèxtil, polític i banquer català.
- 1915 - Barcelona: Salvador Sanpere i Miquel, historiador, crític, publicista i polític català (n. 1840).
- 1923 - València: Ángel García Cardona, director de cinema valencià, considerat un dels pioners del cinema a Espanya i especialment del cinema valencià (n. 1856).[11]
- 1965 - València: Ernest Martínez Ferrando, escriptor i historiador valencià (n. 1891).
- 2015 - Barcelona: Manuel Oltra i Ferrer, professor de música i compositor, especialment de música coral i per a cobla (n. 1922).

Resta del món
- 1417 - Constança: Francesco Zabarella, cardenal i canonista italià.
- 1620 - Pequín (Xina): Emperador Taichang, 14è emperador de la Dinastia Ming (n. 1582).[12]
- 1800 - Boston, Massachusetts (EUA): William Billings, considerat com el primer compositor coral americà (n. 1746).[13]
- 1841 - Danyang, Jiangsu (Xina): Gong Zizhen, pensador, escriptor i poeta xinès (n. 1792).[14]
- 1868 - Leipzig, Saxònia: August Ferdinand Möbius, matemàtic i astrònom teòric alemany (n. 1790).
- 1937 - Clarksdale, Mississipi: Bessie Smith, cantant de blues (n. 1894).[15]
- 1940 - Portbou: Walter Benjamin, assagista, crític literari, traductor i filòsof alemany, d'origen jueu, col·laborador de l'Escola de Frankfurt.
- 1945 - Nova York (EUA): Béla Bartók, compositor hongarès.
- 1946 - Budapest, Hongria: Maria Basilides, contralt hongaresa (n. 1886).
- 1956 - Saint-Amour, França: Lucien Febvre, historiador francès, fundador amb Marc Bloch de l'escola dels Annales (n. 1878).
- 1973 - Roma: Anna Magnani, actriu italiana (n. 1908).[16]
- 1976 - Mammern (Suïssa): Leopold Ružička, científic croat-suís, Premi Nobel de Química de 1939 (n. 1887).
- 1978 - Estocolm (Suècia): Manne Siegbahn, físic suec, Premi Nobel de Física de 1924 (n. 1886).
- 1983 - Madrid: María Bernaldo de Quirós, primera dona amb llicència de pilot a Espanya.[17]
- 1990 - Roma (Itàlia): Alberto Moravia, escriptor italià.
- 1996 - Londres (Anglaterra): Geoffrey Wilkinson, químic anglès, Premi Nobel de Química de l'any 1973 (n. 1921).
- 2008 - 
  - Westport (Connecticut), Estats Units): Paul Newman, actor (n. 1925).[18]
  - Barcelona: Rita Fernández Queimadelos, arquitecta espanyola, la segona a obtenir el títol en aquest país (m. 2008).[19]
- 2018 - Sintra: Helena Almeida, fotògrafa i artista portuguesa (n.1934).[20]
- 2019 - París (França): Jacques Chirac, polític francès, Primer Ministre de França (1974-1976; 1986-1988), alcalde de París (1977-1995), President de la República Francesa i copríncep d'Andorra (1995-2007) (n. 1932).

## Festes i commemoracions
- Dia europeu de les llengües
- Onomàstica: sants Cosme i Damià, màrtirs; Cebrià i Justina d'Antioquia, màrtirs; Eusebi de Bolonya, bisbe; Joan de Meda, monjo de l'orde dels Humiliats; Nil de Rossano, abat; segons el calendari julià i només per als ortodoxos, Gedeó, jutge (correspon al 9 d'octubre gregorià).